# Conioscinella zuercheri
Conioscinella zuercheri är en tvåvingeart som beskrevs av Oswald Duda 1933. Conioscinella zuercheri ingår i släktet Conioscinella och familjen fritflugor. Inga underarter finns listade i Catalogue of Life.